# Kitakyūshū Municipal Museum of Art

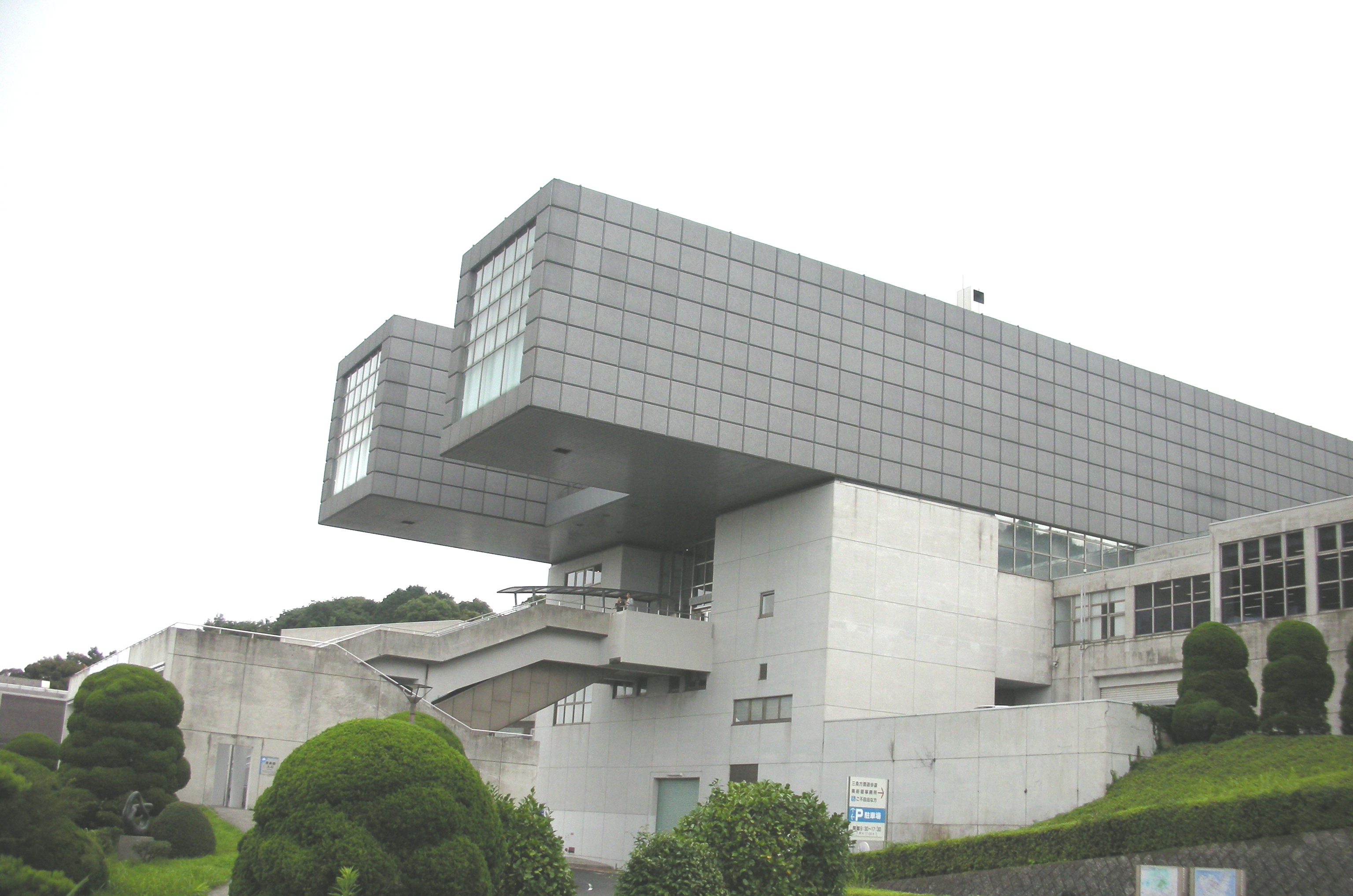
Kitakyushu Municipal Museum of Art (Außenansicht)

Das Kitakyūshū Municipal Museum of Art (jap. 北九州市立美術館, Kitakyūshū Shiritsu Bijutsukan, dt. „Städtisches Kunstmuseum Kitakyūshū“) ist das Kunstmuseum der japanischen Stadt Kitakyūshū.

## Lage und Architektur
Das Gebäude befindet sich im Stadtteil Sayagatani (Adresse: Nishi-Sayagatani-machi) des Bezirks Tobata. Das Gebäude steht im Bijutsunomori Park auf einer Anhöhe, von der weite Teile der Stadt überblickt werden können. Das 1974 eröffnete Museum wurde nach Plänen des Architekten Arata Isozaki errichtet. Zum markanten Erscheinungsbild des modernen Betongebäudes gehören zwei mit quadratischen Kacheln verkleidete Galeriebauten, die als Querriegel über das Kerngebäude hinausragen. Bereits 1987 erhielt das Museum einen Erweiterungsbau. Seit 2003 gibt es darüber hinaus im Stadtzentrum von Kitakyūshū am Ufer des Murasaki-Flusses eine Zweigstelle des Museums, in der vor allem Wechselausstellungen gezeigt werden.

## Sammlung
Die Sammlung umfasst etwa 6.000 Kunstwerke, darunter zahlreiche Arbeiten auf Papier. Schwerpunkt der Sammlung sind japanische Kunstwerke des 19. und 20. Jahrhunderts. Hierzu gehören traditionelle japanische Farbholzschnitte des Ukiyo-e von Künstlern wie Utagawa Kunisada, Utagawa Kuniyoshi, Utagawa Hiroshige, Katsushika Hokusai, Suzuki Harunobu, Tsukioka Yoshito und Kitagawa Utamaro. Hinzu kommen Werke von Künstlern, die im westlichen Stil arbeiteten (Yōga). Darunter befinden sich Arbeiten von Imanishi Chutsu, Katata Tokuro, Kishida Ryūsei, Koide Narashige, Koga Harue und Toyama Goro. Darüber hinaus gibt es im Museum Werke moderner japanischer Künstler wie Kinosuke Ebihara oder Tadashi Kawamata.
Im Bereich der westlichen Kunst werden einige Werke des französischen Impressionismus wie Frau mit einem Strohhut von Pierre-Auguste Renoir, Monsieur und Madame Manet von Edgar Degas oder Seerosenteich im Schatten einer der Weide von Claude Monet gezeigt. Hinzu kommen eine Straßenszene Paris am Morgen von Pierre Bonnard und die Skulpturen La Grande Penelope von Antoine Bourdelle und Pierre De Wiessant von Auguste Rodin.

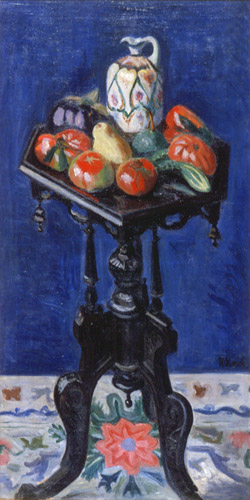
Koide Narashige: Stillleben auf einem Tisch
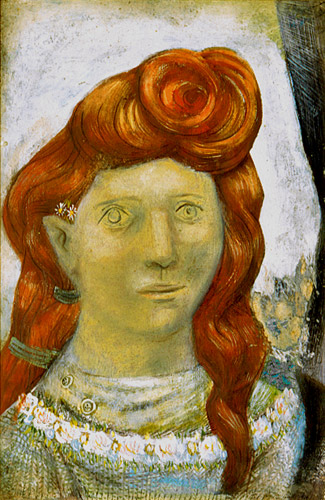
Noda Hideo: Damenbildnis
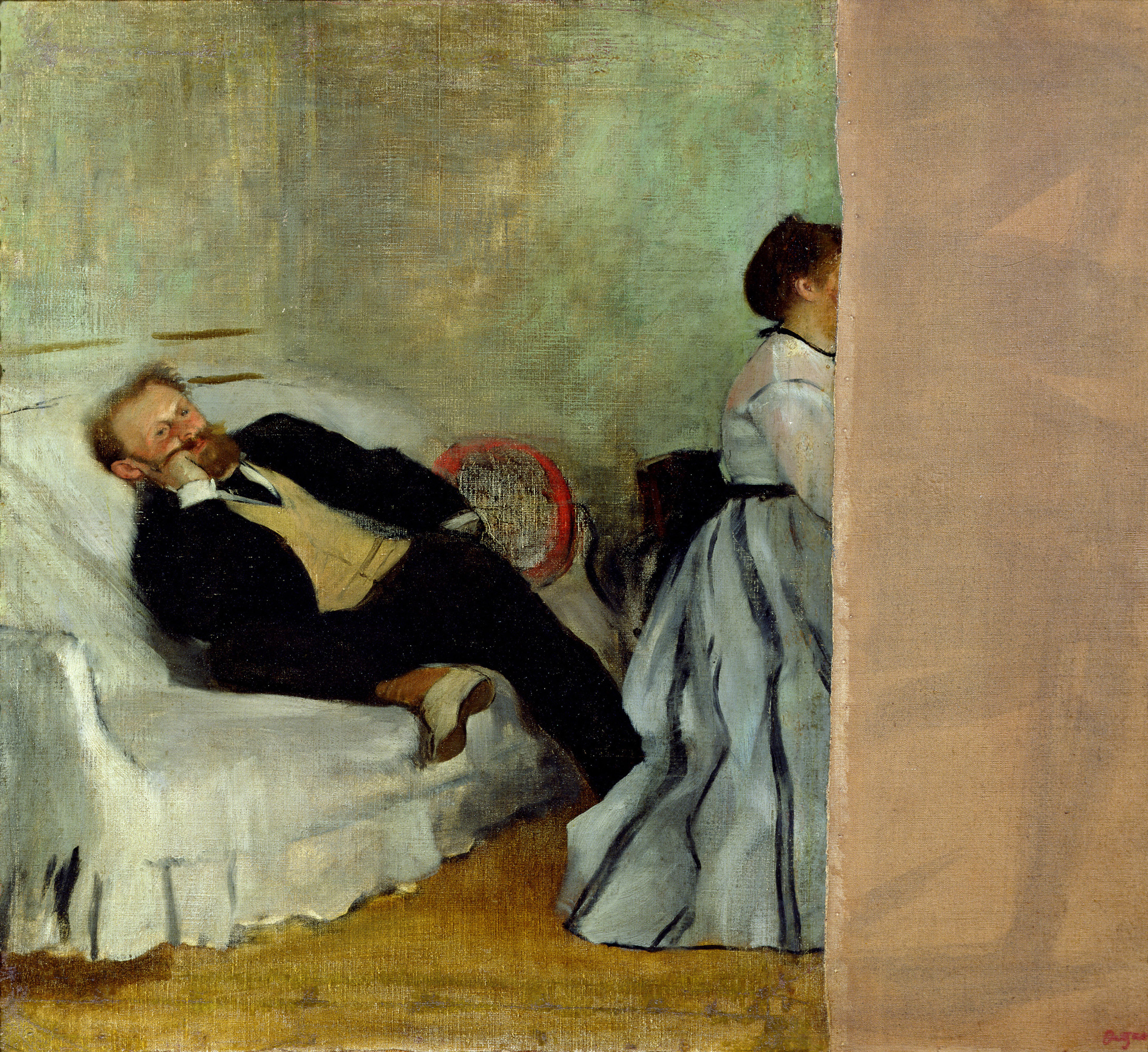
Edgar Degas: Monsieur und Madame Manet
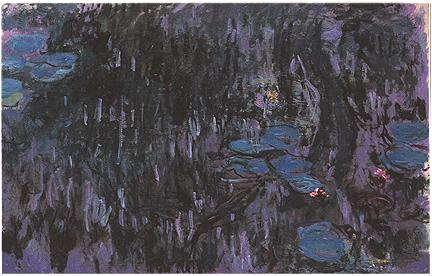
Claude Monet: Seerosen